# Kanton Argent-sur-Sauldre
Kanton Argent-sur-Sauldre (francouzsky Canton d'Argent-sur-Sauldre) je francouzský kanton v departementu Cher v regionu Centre-Val de Loire. Tvoří ho čtyři obce.

## Obce kantonu
- Argent-sur-Sauldre
- Blancafort
- Brinon-sur-Sauldre
- Clémont